# Gelang (Tulangan)
Gelang is een bestuurslaag in het regentschap Sidoarjo van de provincie Oost-Java, Indonesië. Gelang telt 4030 inwoners (volkstelling 2010).